# Cung điện Christiansborg
Cung điện Christiansborg (tiếng Đan Mạch: Christiansborg Slot; phát âm [kʰʁestjænsˈpɒˀ ˈslʌt]) là một cung điện và tòa nhà chính phủ trên đảo Slotsholmen ở trung tâm Copenhagen, Đan Mạch. Đây là trụ sở của Quốc hội Đan Mạch (Folketinget), văn phòng Thủ tướng Đan Mạch, và Tòa án Tối cao Đan Mạch. Ngoài ra, một số phần của cung điện được sử dụng bởi quốc vương Đan Mạch, bao gồm Phòng tiếp tân Hoàng gia, Nhà nguyện Cung điện và Chuồng ngựa Hoàng gia.
Do đó, cung điện là nơi đặt trụ sở của ba quyền lực tối cao: quyền hành pháp, quyền lập pháp và quyền tư pháp. Đây là tòa nhà duy nhất trên thế giới có cả ba nhánh chính phủ của một quốc gia. Do đó, cái tên Christiansborg cũng thường được sử dụng làm ẩn dụ cho hệ thống chính trị Đan Mạch, và một cách thông tục nó thường được gọi là Rigsborgen ('lâu đài của vương quốc') hoặc đơn giản là Borgen ('lâu đài').